# Orsago
Orsago é uma comuna italiana da região do Vêneto, província de Treviso, com cerca de 3.597 habitantes. Estende-se por uma área de 10 km², tendo uma densidade populacional de 360 hab/km². Faz fronteira com Cordignano, Gaiarine, Godega di Sant'Urbano.
No século XIX muitos habitantes emigraram para Brasil, especialmente para trabalhar nas plantações de café.

## Demografia
| Variação demográfica do município entre 1861 e 2011                               |
|                                                                                   |
| Fonte: Istituto Nazionale di Statistica (ISTAT) - Elaboração gráfica da Wikipedia |